# Devínska Nová Ves
Devínska Nová Ves (chorw. Devinske Novo Selo, niem. Thebenneudorf, węg. Devényújfalu) – dzielnica w Bratysławie wchodząca w skład powiatu Bratysława IV, położona na zachód od centrum miasta. Graniczy od zachodu z rzeką Morawą i jest to także granica między Słowacją a Austrią.

## Historia
Historia osadnictwa sięga epoki kamiennej. Znaleziono również przedmioty pochodzące z opoki brązu i żelaza. W późniejszym okresie biegł tędy szlak bursztynowy, pojawili się Celtowie, a następnie osadnictwo awarsko-słowiańskie. Niektórzy historycy wiążą je z Państwem Samona – z tego okresu znaleziono liczne pochówki. Archeolodzy odkryli również resztki słowiańskiego grodziska z okresu Wielkich Moraw, które chronił 2-metrowy wał. Do środka wchodziło się przez bramę, umieszczoną pomiędzy dwiema drewnianymi wieżami.
Devínska Nová Ves po raz pierwszy pojawia się w źródłach pisanych w roku 1451 jako Nová Ves. Późniejsze nazwy to Wyfalw, Wyfalu, po węgiersku Dévén-Uj-Falu, a niemiecku Theben Neudorf. Osada wchodziła w skład dóbr devińskich, których właścicielami byli panowie na zamku w Devinie – najdłużej rodzina Pálffy, dzierżąca devińskie dobra aż do okresu międzywojennego w XX wieku. Po raz kolejny miejscowość wspominana jest w XVI wieku, podczas zagrożenia tureckiego – pojawiły się tutaj oddziały hiszpańskie, które miały chronić okolicę przez Turkami, ale same dokonały sporych zniszczeń. Po 1543 zaczęła się kolonizacji chorwacka – podobnie jak w większości osad wokół ówczesnej Bratysławy. Chorwaci wkrótce stali się dominującą narodowością i od 1552 zaczęto używać nazwy Chorvátska Nová Ves. W 1581 Chorwaci postawili kościół istniejący do dziś.

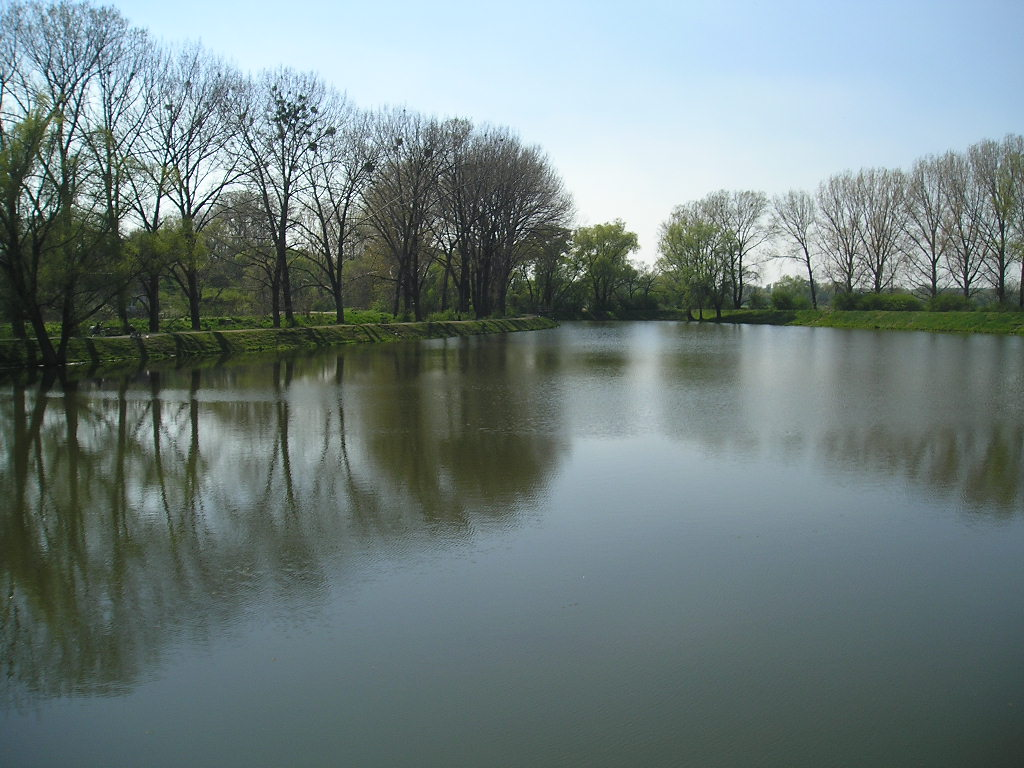
Jeden z okolicznych stawów

W XVII-XIX wieku nastąpił rozwój miejscowości, kiedy rozwijała się również Bratysława, będąca wówczas stolicą Królestwa Węgier. Część majątków już od XVI wieku znalazła się w rękach zakonników – jezuici, a później paulini. W XVIII wieku zaczęła działać kopalnia piasku (z tego powodu to miejsce nazwano Sandberg).
W 1809 osadę spustoszyły wojska napoleońskie, a w 1831 epidemia. W roku 1848 zmieniono nazwę na współczesną – Devínska Nová Ves. Tego samego roku przez wieś przeprowadzono linię kolejową z Bratysławy do Gänserndorf – było to pierwsze połączenie z Wiedniem i pierwsza linia kolejowa na terenie Węgier. Lata 1849, 1866 i 1880 to daty pożarów, niszczące domostwa mieszkańców. W 1870 otwarto w pobliżu kamieniołom oraz cegielnię, dostarczającą cegły do wszystkich rejonów habsburskiej monarchii.
Podział narodowościowy w 1910 wyglądał następująco – 1164 (41,3%) Chorwatów, 917 (32,6%) Słowaków, 365 (13,0%) Węgrów, 201 (7,1%) Niemców.
Po I wojnie światowej, 31 grudnia 1918, w miasteczku miała miejsce bitwa między armią czechosłowacką (właściwie czeską) a węgierską, którą Węgrzy przegrali. Ostatecznie miejscowość przyłączono do Czechosłowacji, a w 1928 wcielono do powiatu bratysławskiego.
Pod koniec II wojny światowej miejscowość została zniszczona przez armię niemiecką. Armia Czerwona wkroczyła w jej granice 6 kwietnia 1945. W okresie socjalistycznej Czechosłowacji bliskość granicy z Austrią (tuż za rzeką Morawą) spowodowała, że życie mieszkańców stało się ciężkie – gości obowiązywały specjalne przepustki oraz pozwolenia na wstęp do strefy przygranicznej. Ponieważ 90% mieszkańców pracowało w Bratysławie w 1960 stała się częścią powiatu Bratislava-okolie (Bratysława-okolice), a w roku 1972 Devínska Nová Ves została przyłączona do Bratysławy i weszła w skład powiatu Bratysława IV.
W miejscowości znajduje się fabryka Volkswagen, której początki sięgają lat 80. (powstała jako Bratislavské automobilové závody (BAZ)). Z jej powodu powstało nowe osiedle na 12 tysięcy osób.
Ze względu na największe skupisko mniejszości chorwackiej na Słowacji, co roku organizowany jest festiwal kultury chorwackiej. W ostatnich latach zwiększa się liczba osób niezadowolonych z przynależności do Bratysławy, ale przeprowadzone referendum zakończyło się niepowodzeniem osób pragnących odłączenia od stolicy.
Pod koniec sierpnia 2010 w dzielnicy doszło do jednej z największych w historii Słowacji strzelaniny – 50-letni mężczyzna zastrzelił 7, a ranił 14 osób, po czym popełnił samobójstwo.

## Podział dzielnicy na osiedla i zespoły urbanistyczne
- Devínske Jazero – składa się głównie z domków letniskowych. Posiada własną stację kolejową – Devínske Jazero. Najbardziej wysunięta na północ część dzielnicy i Bratysławy.
- Kostolné – znajduje się tutaj ośrodek kultury Istra Centrum oraz jedyne na Słowacji muzeum chorwackie. Znacznie ucierpiała podczas powodzi w 2002.
- Podhorské – najnowsza część dzielnicy, zabudowa blokami.
- Paulinské – w przeszłości działała w niej cegielnia, obecnie zakład Volkswagena i główna stacja kolejowa dzielnicy – Devínska Nová Ves.
- Sídlisko Stred – zabudowane blokami, wybudowanymi pod koniec lat 70. XX wieku w miejsce starszych domów jednorodzinnych.
- Vápenka – nazwa pochodzi od wapienników, zniszczonych podczas II wojny światowej. Obecnie znajdują się tutaj różne zakłady i przedsiębiorstwa.

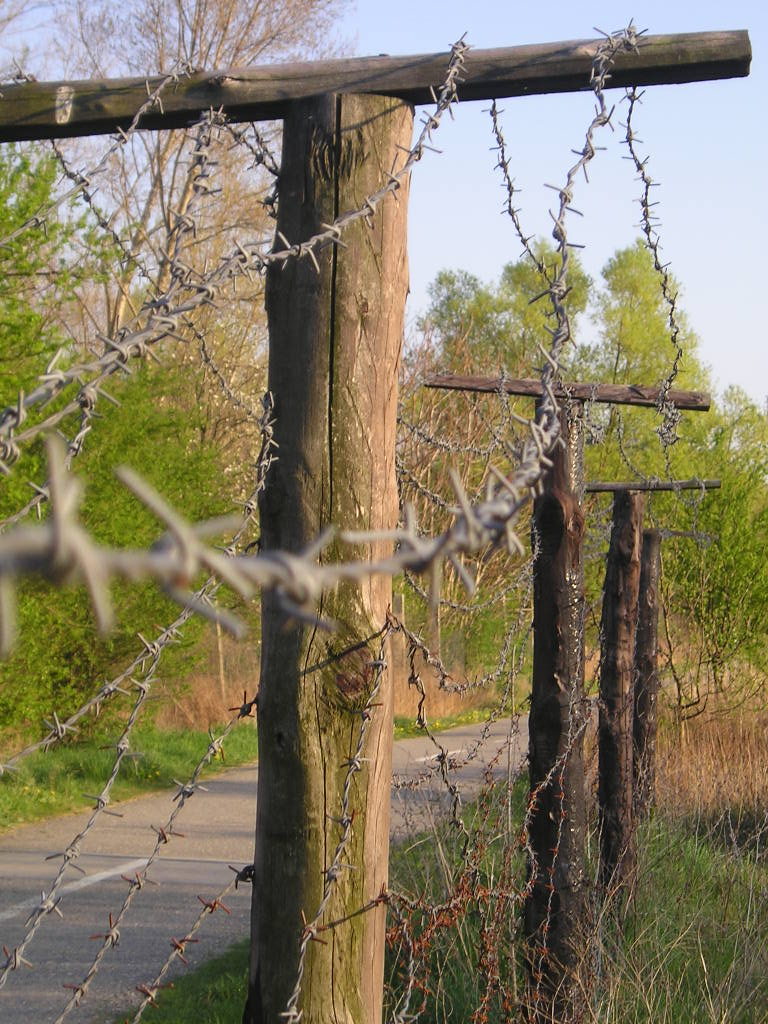
Pozostałości po żelaznej kurtynie, w cieniu której dzielnica żyła przez pół wieku

## Zabytki i inne atrakcje
- kościół Ducha Świętego, którego początki sięgają XVI wieku. Wybudowany w stylu renesansowym,
- pozostałości po wyciągu kamieniarskim z XVIII wieku,
- kilka kapliczek,
- kasztel,
- muzeum żelaznej kurtyny

W dzielnicy jest sporo terenów niezabudowanych i znajdują się liczne trasy rowerowe oraz ścieżki dla turystów pieszych – Devínska Nová Ves leży na terenie Małych Karpat, niedaleko najwyższego szczytu w tej części pasma – Devínska Kobyla.

## Sport
Dzielnica posiada własny klub piłkarski – FCL Devínska Nová Ves, który gra w IV lidze słowackiej.

## Gminy partnerskie
- Varaždin, Chorwacja
- Marchegg, Austria
- Schlosshof, Austria
- Padina, Serbia